# شن جي
شن جي (بالصينية: 沈洁) هو راكب الكنو صيني، ولد في 27 أكتوبر 1986 في Qingpu, Shanghai ‏ في الصين.

## وصلات خارجية
- شن جي على موقع أوليمبيديا (الإنجليزية)